# وهشیر دوم
وهشیر دوم در سده سوم میلادی شاه پارس، یک دولت خراجگزار شاهنشاهی اشکانی، بود. وهشیر آخرین شاه بازرنگی پارس بود و پس از او شاپور پسر بابک و برادر اردشیر بابکان حکومت را در دست گرفت.